# Змієнкове
Зміє́нкове (до 2024 року — Гвардійське) — село Чорноморської селищної громади в Одеському районі Одеської області в Україні. Населення становить 1000 осіб.

## Історія

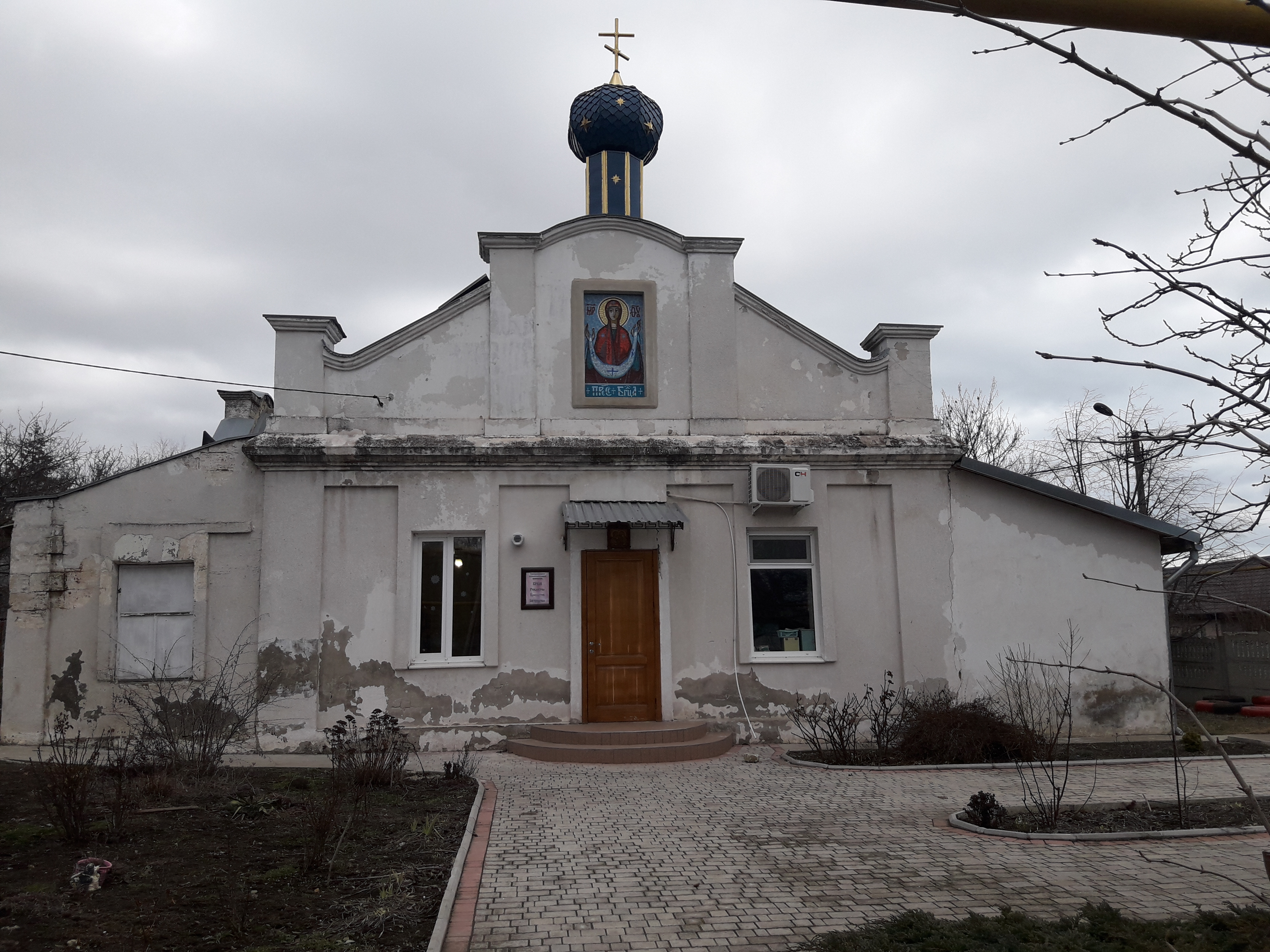
Церква Покрови Богородиці в селі

Під час організованого радянською владою Голодомору 1932—1933 років померло щонайменше 5 жителів села.
13 листопада 1967 року поселенню центральної садиби радгоспу «Гвардійський» Григорівської сільради присвоєне найменування Гвардійське.
8 грудня 1967 року с-ще Гвардійське включено в облікові дані з підпорядкуванням Григорівській сільраді.
22 травня 1989 р. — село Гвардійське.
19 вересня 2024 року Верховна Рада підтримала перейменування села Гвардійське на Змієнкове у рамках деколонізації. Нова назва на честь генерал-хорунжого УНР Всеволода Змієнка. 26 вересня 2024 року перейменування набуло чинності.

## Населення
Згідно з переписом УРСР 1989 року чисельність наявного населення села становила 972 особи, з яких 476 чоловіків та 496 жінок.
За переписом населення України 2001 року в селищі мешкало 800 осіб.

### Мова
Розподіл населення за рідною мовою за даними перепису 2001 року:
| Мова       | Відсоток |
| ---------- | -------- |
| українська | 70,38 %  |
| російська  | 29,50 %  |